# Natação nos Jogos Olímpicos de Verão de 2016 - Revezamento 4x100 m medley masculino

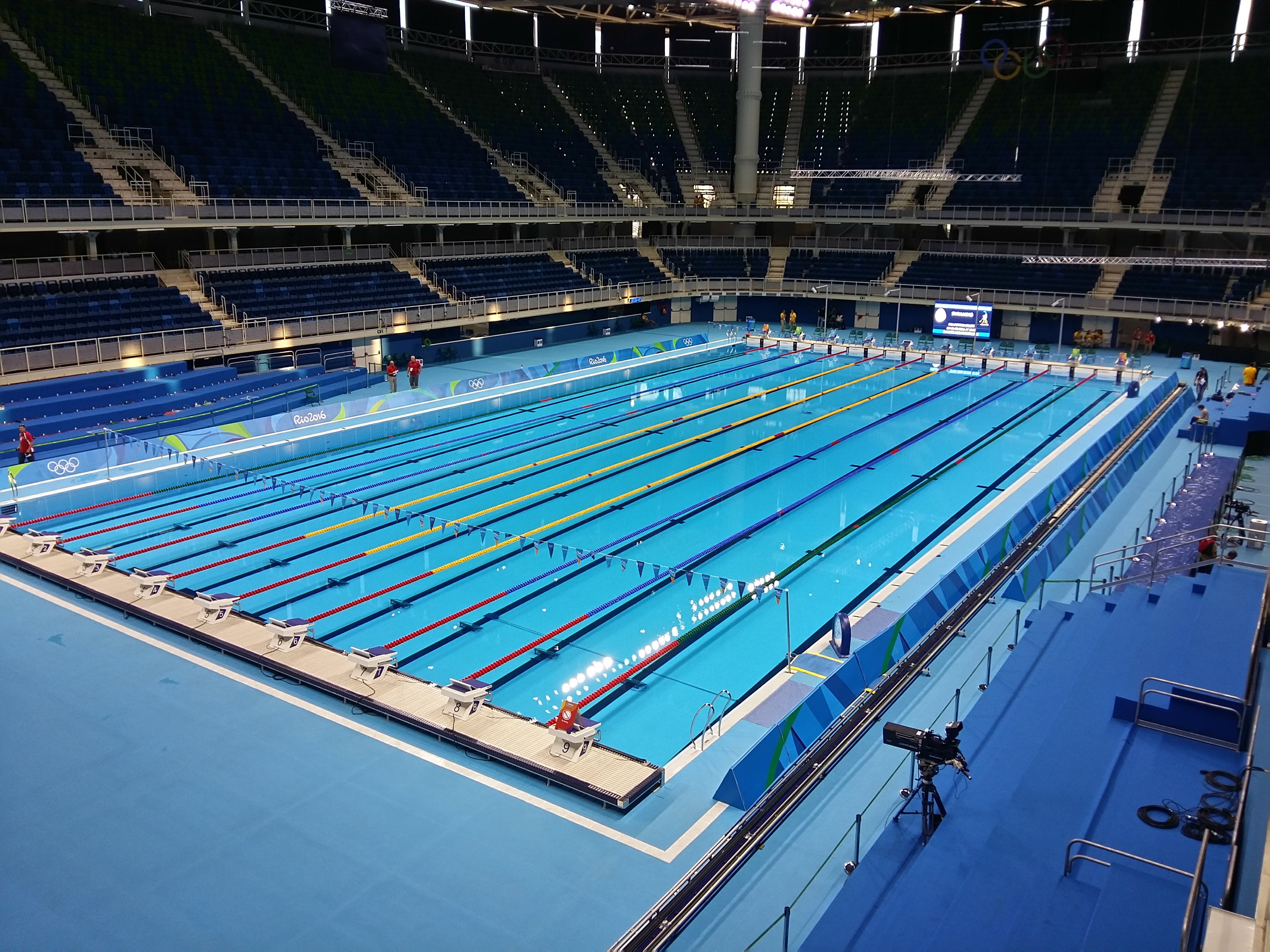
Estádio Aquático Olímpico, local da prova

A competição do revezamento 4x100 m medley masculino da natação nos Jogos Olímpicos de Verão de 2016 foi disputada entre os dias 12 de agosto e 13 de agosto no Estádio Aquático Olímpico.

## Medalhistas
|  | USA Estados Unidos                                                                                             |  | GBR Grã-Bretanha                                       |  | AUS Austrália                                                        |
|  | Ryan Murphy Cody Miller Michael Phelps Nathan Adrian David Plummer* Kevin Cordes* Tom Shields* Caeleb Dressel* |  | Chris Walker-Hebborn Adam Peaty James Guy Duncan Scott |  | Mitch Larkin Jake Packard David Morgan Kyle Chalmers Cameron McEvoy* |

*Participaram apenas das eliminatórias, mas também receberam medalhas.

## Recordes
Antes desta competição, os recordes mundiais e olímpicos da prova eram os seguintes:
| Tipo | Atleta | Tempo   | Local  | Data                 |
| ---- | --- | ------- | ------ | -------------------- |
|      | USA Estados Unidos Aaron Peirsol (52.19) Eric Shanteau (58.57) Michael Phelps (49.72) David Walters (46.80) | 3:27.28 | Roma   | 2 de agosto de 2009  |
|      | USA Estados Unidos Aaron Peirsol (53.16) Brendan Hansen (59.27) Michael Phelps (50.15) Jason Lezak (46.76)  | 3:29.34 | Pequim | 17 de agosto de 2008 |

Os seguintes recordes mundiais ou olímpicos foram estabelecidos durante esta competição:
| Data         | Evento | Atleta                                                                                                  | Tempo   | Notas            |
| ------------ | ------ | --- | ------- | ---------------- |
| 13 de agosto | Final  | USA Ryan Murphy                                                                                         | 51.85R  | Recorde mundial  |
| 13 de agosto | Final  | USA Estados Unidos Ryan Murphy (51.85) Cody Miller (59.03) Michael Phelps (50.33) Nathan Adrian (46.74) | 3:27.95 | Recorde olímpico |

- R. ↑R Recorde estabelecido para os 100 m costas na primeira perna do revezamento.

## Resultados

### Eliminatórias
| Pos. | Elim. | Raia | CON                | Nadadores | Tempo   | Notas |
| ---- | ----- | ---- | ------------------ | --- | ------- | ----- |
| 1    | 1     | 5    | GBR Grã-Bretanha   | Chris Walker-Hebborn (53.68) Adam Peaty (57.49) James Guy (51.48) Duncan Scott (47.82)                       | 3:30.47 | Q,    |
| 2    | 2     | 4    | USA Estados Unidos | David Plummer (52.70) Kevin Cordes (59.51) Tom Shields (51.88) Caeleb Dressel (47.74)                        | 3:31.83 | Q     |
| 3    | 2     | 3    | JPN Japão          | Ryosuke Irie (53.57) Yasuhiro Koseki (59.02) Takuro Fujii (51.83) Katsumi Nakamura (48.01)                   | 3:32.33 | Q     |
| 4    | 1     | 4    | AUS Austrália      | Mitch Larkin (53.53) Jake Packard (59.80) David Morgan (51.25) Cameron McEvoy (47.99)                        | 3:32.57 | Q     |
| 4    | 2     | 8    | CHN China          | Xu Jiayu (53.45) Li Xiang (59.17) Li Zhuhao (51.81) Ning Zetao (48.14)                                       | 3:32.57 | Q     |
| 6    | 1     | 2    | RUS Rússia         | Grigoriy Tarasevich (53.54) Anton Chupkov (59.39) Evgenii Koptelov (51.98) Alexandr Sukhorukov (48.04)       | 3:32.95 | Q     |
| 7    | 2     | 6    | BRA Brasil         | Guilherme Guido (53.96) Felipe França Silva (59.64) Henrique Martins (51.64) Marcelo Chierighini (47.72)     | 3:32.96 | Q     |
| 8    | 1     | 3    | GER Alemanha       | Jan-Philip Glania (53.86) Christian vom Lehn (1:00.17) Steffen Deibler (51.51) Damian Wierling (48.13)       | 3:33.67 | Q     |
| 9    | 2     | 7    | HUN Hungria        | Gabor Balog (54.08) Dániel Gyurta (59.91) Bence Pulai (51.82) Richárd Bohus (48.08)                          | 3:33.89 |       |
| 10   | 2     | 5    | FRA França         | Camille Lacourt (53.68) Theo Bussiere (1:01.22) Jérémy Stravius (51.70) Clément Mignon (47.87)               | 3:34.47 |       |
| 11   | 1     | 1    | ITA Itália         | Simone Sabbioni (54.71) Andrea Toniato (1:00.62) Piero Codia (51.78) Luca Dotto (47.74)                      | 3:34.85 |       |
| 12   | 1     | 6    | POL Polônia        | Radosław Kawęcki (54.68) Marcin Stolarski (1:00.32) Konrad Czerniak (51.82) Kacper Majchrzak (48.36)         | 3:35.18 |       |
| 13   | 2     | 2    | RSA África do Sul  | Christopher Reid (54.26) Cameron van der Burgh (59.87) Dylan Bosch (52.94) Devon Brown (48.43)               | 3:35.50 |       |
| 14   | 1     | 8    | LTU Lituânia       | Danas Rapšys (54.85) Giedrius Titenis (59.68) Deividas Margevičius (53.08) Simonas Bilis (48.29)             | 3:35.90 |       |
| 15   | 2     | 1    | GRE Grécia         | Apostolos Christou (54.68) Panagiotis Samilidis (1:00.87) Andreas Vazaios (53.27) Kristian Gkolomeev (47.93) | 3:36.75 |       |
| 16   | 1     | 7    | CAN Canadá         | Javier Acevedo (54.70) Jason Block (1:00.80) Mackenzie Darragh (53.53) Yuri Kisil (47.89)                    | 3:36.92 |       |

### Final
| Pos.              | Raia | CON                | Nadadores                                                                                              | Tempo   | Notas            |
| ----------------- | ---- | ------------------ | --- | ------- | ---------------- |
| Medalha de ouro   | 5    | USA Estados Unidos | Ryan Murphy (51.85 ) Cody Miller (59.03) Michael Phelps (50.33) Nathan Adrian (46.74)                  | 3:27.95 | Recorde olímpico |
| Medalha de prata  | 4    | GBR Grã-Bretanha   | Chris Walker-Hebborn (53.68) Adam Peaty (56.59) James Guy (51.35) Duncan Scott (47.62)                 | 3:29.24 | Recorde nacional |
| Medalha de bronze | 6    | AUS Austrália      | Mitch Larkin (53.19) Jake Packard (58.84) David Morgan (51.18) Kyle Chalmers (46.72)                   | 3:29.93 |                  |
| 4                 | 7    | RUS Rússia         | Evgeny Rylov (52.90) Anton Chupkov (59.10) Aleksandr Sadovnikov (52.08) Vladimir Morozov (47.22)       | 3:31.30 |                  |
| 5                 | 3    | JPN Japão          | Ryosuke Irie (53.46) Yasuhiro Koseki (58.65) Takuro Fujii (51.56) Katsumi Nakamura (48.30)             | 3:31.97 |                  |
| 6                 | 1    | BRA Brasil         | Guilherme Guido (54.23) João Gomes Júnior (58.59) Henrique Martins (51.52) Marcelo Chierighini (48.50) | 3:32.84 |                  |
| 7                 | 8    | GER Alemanha       | Jan-Philip Glania (54.14) Marco Koch (59.63) Steffen Deibler (51.69) Damian Wierling (48.04)           | 3:33.50 |                  |
|                   | 2    | CHN China          | Xu Jiayu (53.21) Li Xiang (58.59) Li Zhuhao Ning Zetao                                                 | 3:30.70 | DSQ              |

Legenda
| Recorde mundial      | Recorde mundial (World record)               |                       | Recorde africano                      | Recorde africano (African) |                                           | Q | Classificado por posição (Qualified) |
| Recorde olímpico     | Recorde olímpico (Olympic record)            | Recorde da América    | Recorde da América (Americas)         | q                          | Classificado por melhor tempo (Qualified) |   |                                      |
| Melhor marca do ano  | Melhor marca do ano (World leading)          | Recorde asiático      | Recorde asiático (Asian)              | DNS                        | Não largou (Did not start)                |   |                                      |
| Recorde nacional     | Recorde nacional (National record)           | Recorde europeu       | Recorde europeu (European)            | DNF                        | Não terminou (Did not finish)             |   |                                      |
| Recorde pessoal      | Recorde pessoal do atleta (Personal best)    | Recorde da Oceania    | Recorde da Oceania (Oceania)          | DSQ / DQ                   | Desclassificado (Disqualified)            |   |                                      |
| Recorde da temporada | Recorde da temporada do atleta (Season best) | Recorde sul-americano | Recorde sul-americano (South America) | NM                         | Sem marca (No mark)                       |   |                                      |